# Lyubov Tyurina
Pour les articles homonymes, voir Tyurina.
Lyubov Nikolayevna Tyurina (russe : Любовь Николаевна Тюрина), née le 25 avril 1943 à Moscou et morte le 23 octobre 2015, est une joueuse de volley-ball soviétique.
Elle fait partie de la sélection nationale soviétique de 1967 à 1972. Elle est notamment sacrée championne olympique aux Jeux d'été de 1972 à Munich, championne du monde 1970 à Varna et championne d'Europe 1967 à Izmir.
En club, elle évolue au Dinamo Moscou de 1966 à 1974, remportant quatre titres de championne d'URSS et trois Coupes d'Europe des clubs champions.

## Palmarès
- Jeux olympiques (1)
  - Vainqueur :  1972

- Championnat du monde (1)
  - Vainqueur : 1970
  - Deuxième : 1974

- Championnat d'Europe (1)
  - Vainqueur : 1967